# Bozel
Bozel és un municipi francès situat al departament de la Savoia i a la regió d'Alvèrnia-Roine-Alps. L'any 2007 tenia 1.992 habitants.

## Demografia

### Població
El 2007 la població de fet de Bozel era de 1.992 persones. Hi havia 844 famílies de les quals 268 eren unipersonals (164 homes vivint sols i 104 dones vivint soles), 272 parelles sense fills, 264 parelles amb fills i 40 famílies monoparentals amb fills.
La població ha evolucionat segons el següent gràfic:
Habitants censats

### Habitatges
El 2007 hi havia 1.420 habitatges, 860 eren l'habitatge principal de la família, 475 eren segones residències i 85 estaven desocupats. 747 eren cases i 666 eren apartaments. Dels 860 habitatges principals, 551 estaven ocupats pels seus propietaris, 254 estaven llogats i ocupats pels llogaters i 55 estaven cedits a títol gratuït; 23 tenien una cambra, 102 en tenien dues, 223 en tenien tres, 232 en tenien quatre i 280 en tenien cinc o més. 625 habitatges disposaven pel capbaix d'una plaça de pàrquing. A 444 habitatges hi havia un automòbil i a 333 n'hi havia dos o més.

### Piràmide de població
La piràmide de població per edats i sexe el 2009 era:
| Homes | Edats   | Dones |
| ----- | ------- | ----- |
| 0     | 95 o +  | 0     |
| 0     | 90 a 94 | 4     |
| 4     | 85 a 89 | 28    |
| 20    | 80 a 84 | 4     |
| 32    | 75 a 79 | 44    |
| 40    | 70 a 74 | 48    |
| 36    | 65 a 69 | 56    |
| 36    | 60 a 64 | 28    |
| 76    | 55 a 59 | 36    |
| 56    | 50 a 54 | 72    |
| 40    | 45 a 49 | 52    |
| 64    | 40 a 44 | 52    |
| 96    | 35 a 39 | 108   |
| 88    | 30 a 34 | 80    |
| 60    | 25 a 29 | 80    |
| 32    | 20 a 24 | 24    |
| 32    | 15 a 19 | 68    |
| 60    | 10 a 14 | 56    |
| 64    | 5 a 9   | 48    |
| 64    | 0 a 4   | 36    |

## Economia
El 2007 la població en edat de treballar era de 1.279 persones, 1.011 eren actives i 268 eren inactives. De les 1.011 persones actives 984 estaven ocupades (535 homes i 449 dones) i 27 estaven aturades (11 homes i 16 dones). De les 268 persones inactives 92 estaven jubilades, 87 estaven estudiant i 89 estaven classificades com a «altres inactius».

### Ingressos
El 2009 a Bozel hi havia 859 unitats fiscals que integraven 1.973 persones, la mediana anual d'ingressos fiscals per persona era de 20.394 €.

### Activitats econòmiques
Dels 241 establiments que hi havia el 2007, 6 eren d'empreses extractives, 3 d'empreses alimentàries, 6 d'empreses de fabricació d'altres productes industrials, 63 d'empreses de construcció, 36 d'empreses de comerç i reparació d'automòbils, 10 d'empreses de transport, 11 d'empreses d'hostatgeria i restauració, 3 d'empreses d'informació i comunicació, 5 d'empreses financeres, 21 d'empreses immobiliàries, 16 d'empreses de serveis, 43 d'entitats de l'administració pública i 18 d'empreses classificades com a «altres activitats de serveis».
Dels 88 establiments de servei als particulars que hi havia el 2009, 1 era una oficina d'administració d'Hisenda pública, 1 gendarmeria, 1 oficina de correu, 3 oficines bancàries, 5 tallers de reparació d'automòbils i de material agrícola, 1 autoescola, 9 paletes, 11 guixaires pintors, 20 fusteries, 9 lampisteries, 4 electricistes, 1 empresa de construcció, 3 perruqueries, 1 veterinari, 7 restaurants, 8 agències immobiliàries, 1 tintoreria i 2 salons de bellesa.
Dels 21 establiments comercials que hi havia el 2009, 1 era un supermercat, 1 una botiga de més de 120 m², 1 una fleca, 2 carnisseries, 2 llibreries, 4 botigues de roba, 1 una botiga d'equipament de la llar, 2 sabateries, 4 botigues de material esportiu i 3 drogueries.
L'any 2000 a Bozel hi havia 8 explotacions agrícoles que ocupaven un total de 128 hectàrees.

## Equipaments sanitaris i escolars
L'únic equipament sanitari que hi havia el 2009 era una farmàcia.
El 2009 hi havia 1 escola maternal i 1 escola elemental. Bozel disposava d'un col·legi d'educació secundària amb 353 alumnes.

## Poblacions més properes
El següent diagrama mostra les poblacions més properes.